# Акбузов Туребай Акжоливич
Туребай Акжоливич Акбузов (10 серпня 1910, аул Ботамаймак Аулієатинського повіту Сирдар'їнської області, тепер Жамбильської області, Казахстан — 25 серпня 1973, місто Джамбул, тепер Тараз, Казахстан) — радянський державний діяч, 1-й секретар Джамбульського районного комітету КП Казахстану. Депутат Верховної ради Казахської РСР. Депутат Верховної ради СРСР 4-го скликання.

## Біографія
Закінчив курси агрономів у Чимкенті, з 1931 року навчався в сільськогосподарському інституті в Алма-Аті. Член ВКП(б).
У 1935—1951 роках — агроном, начальник районного земельного відділу, директор машинно-тракторної станції (МТС) Байзацького району Казахської РСР.
У 1951—1956 роках — голова виконавчого комітету Чуської районної ради депутатів трудящих; 1-й секретар Джамбульського районного комітету КП Казахстану.
У 1962—1965 роках — начальник Таласького територіального виробничого колгоспно-радгоспного управління Казахської РСР.
У 1965—1971 роках — завідувач сільськогосподарського відділу Таласького районного комітету КП Казахстану; завідувач сільськогосподарського відділу Джамбульського обласного комітету КП Казахстану.
Помер 25 серпня 1973 року в місті Джамбулі (тепер — Тараз).

## Нагороди
- два ордени Трудового Червоного Прапора
- орден «Знак Пошани»
- медалі